# Josef Hellmesberger, Pai
Josef Hellmesberger, Pai (3 de Novembro de 1828 - 24 de Outubro de 1893) foi um violinista, maestro e compositor austríaco.
Nasceu em Viena, era filho de um musicista e pedagogo, Georg Hellmesberger, Pai (1800 - 1873), foi ensinado pelo seu pai no Conservatório de Viena. Hellmesberger nasceu em uma família de músicas notáveis: Georg Hellmesberger Jr. (1830 - 1852), Josef Hellmesberger Jr. (1855 - 1907) e Ferdinand Hellmesberger (1863 - 1940).
Em 1851, Hellmesberger tornou-se professor de violino no Conservatório de Viena, diretor artístico e maestro da Gesellschaft der Musikfreunde como o diretor do Conservatório de Viena. Depois da divisão dos dois papéis em 1859, ele permaneceu como diretor do Conservatório, enquanto Johann Herbeck tounou-se o condutor dos concertos. Ele lecionou até 1877, mas continuou como diretor até sua morte.
Em 1860 tornou-se concertmaster da orquestra da Ópera da Corte de Viena.
Hellmesberger também fundou o Quarteto Hellmesberger em 1849. Posteriormente, seu filho Josef Jr, tocou no quarteto como segundo violinista, e assumiu a primeira cadeira em 1887.